# Gara di cuori
Gara di cuori (Kyun...! Ho Gaya Na) è un film di Bollywood del 2004, diretto da Samir Karnik, con Aishwarya Rai e Amitabh Bachchan.
È andato in onda in prima visione su Rai 1 il 23 agosto 2008, in prima serata.

## Trama
Diyla è una bella studentessa che un giorno va a Mumbai per aiutare un amico di suo padre nella gestione di un orfanotrofio. La ragazza è profondamente contraria ai matrimoni organizzati, ma poi conosce Arjun, il figlio dell'amico di famiglia e se ne innamora. Alla fine Diyla scoprirà che tutto è stato brillantemente combinato dai genitori per farli unire in matrimonio.

## Colonna sonora
1. Shankar Mahadevan, Mahalaxmi Iyer, Sneha Pant, Vijay Prakash – Pyar Mein Sau Uljhanne Hai – 5:29
2. Chetan Shashital, Dominique Cerejo, Kunal Ganjawala, Loy Mendonsa, Shankar Mahadevan – No No! – 4:03
3. Shankar Mahadevan, Sadhana Sargam, Udit Narayan – Aao Na – 6:33
4. Shaan, Sunidhi Chauhan – Main Hoon – 5:13
5. Shankar Mahadevan, Javed Ali, Chetan Shashital – Baat Samjha Karo – 6:00
6. Shankar Mahadevan – Dheere Dheere – 5:37